# Oscar Omar Aparicio Céspedes
Oscar Omar Aparicio Céspedes es un Arzobispo católico que ejerce su ministerio episcopal en la Arquidiócesis de Cochabamba de Bolivia.

## Biografía[3][4]
Nació en La Paz el 26 de septiembre de 1959.

### Estudios y títulos obtenidos
- Filosofía y Teología en el Seminario Mayor de "San Jerónimo", La Paz. De 1982 a 1987.
- Licenciatura en Teología dogmática en la Pontificia Universidad Gregoriana, Roma.

### Sacerdote
Fue ordenado presbítero el 29 de noviembre de 1987.

#### Cargos
- Párroco en Huarina. Formador en el Seminario Mayor "San Jerónimo".
- Formador del Seminario Mayor Nacional "San José", de Cochabamba.
- Párroco de la Parroquia "San Antonio", La Paz.
- Formador en el Seminario "San Jerónimo", La Paz.
- Director Espiritual en el Seminario "San Jerónimo", La Paz.
- Rector del Seminario "San Jerónimo", La Paz.

## Obispo

### Nombramiento como obispo auxiliar
El 29 de mayo de 2002, el Santo Padre Juan Pablo II lo nombró Obispo titular de Cizio y Auxiliar de La Paz.

### Consagración
Recibió la Ordenación Episcopal el 25 de julio de 2002.

#### Obispo consagrantes
- Consagrante principal:
  - Mons. Edmundo Luis Flavio Abastoflor Montero (Arzobispo de La Paz)
- Principales Co-consagrantes:
  - Mons. Ivo Scapolo (Arzobispo titular de Tagaste)
  - Mons. Gonzalo Ramiro del Castillo Crespo, TOC  (Obispo de Bolivia, Militar)

#### Conferencia Episcopal
En el año 2009, fue nombrado Secretario General de la Conferencia Episcopal Boliviana.

### Nombramiento como Ordinario Militar[5][6][7]
El 4 de abril de 2012 el Papa Benedicto XVI lo nombró V Ordinario Militar para Bolivia.

#### Conferencia Episcopal
En noviembre de 2012, fue elegido Presidente de la Conferencia Episcopal Boliviana.

### Nombramiento como Arzobispo[8]
El 24 de septiembre de 2014 el Papa Francisco nombra a Mons. Oscar Aparicio como nuevo Arzobispo de Cochabamba.

## Sucesión
| Predecesor: Mons. Francisco Gil Hellín               | VII Obispo titular de Citium Desde el 29 de mayo de 2002 hasta el 4 de abril de 2012 | Sucesor: Mons. Raymond Francis Chappetto |
| Predecesor: NO APLICA                                | Obispo auxiliar de La Paz Desde el 29 de mayo de 2002 hasta el 4 de abril de 2012    | Sucesor: NO APLICA                       |
| Predecesor: Mons. Gonzalo Ramiro del Castillo Crespo | V Obispo Militar Desde el 4 de abril de 2012 hasta el 24 de septiembre de 2014       | Sucesor: Mons. Fernando Bascopé Müller   |
| Predecesor: Mons. Tito Solari Capellari              | V Arzobispo de Cochabamba Desde el 24 de septiembre de 2014 hasta la fecha           | Sucesor: En el cargo                     |